# Calymmodon gracillimus
Calymmodon gracillimus là một loài dương xỉ trong họ Polypodiaceae. Loài này được Copel. Nakai ex H. Itô mô tả khoa học đầu tiên năm 1935.